# Hedwig Keppelhoff-Wiechert

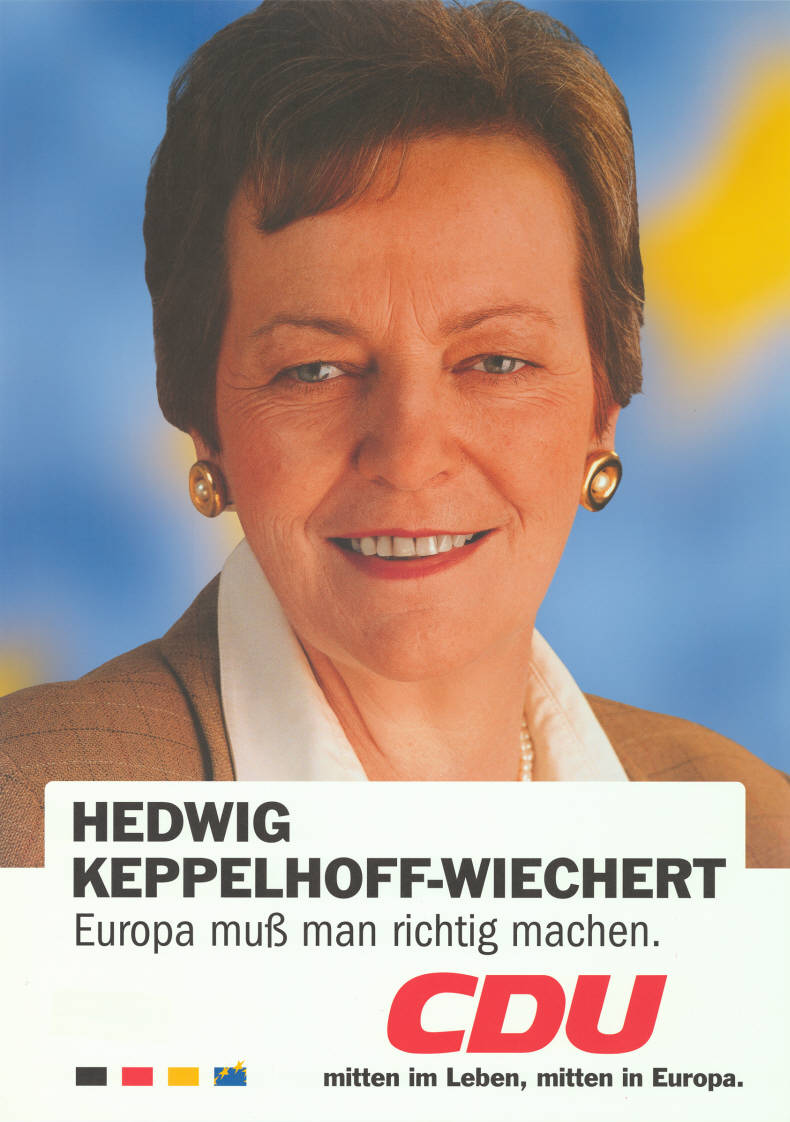
Hedwig Keppelhoff-Wiechert (Plakat zur Europawahl 1999)

Hedwig Keppelhoff-Wiechert (* 31. Mai 1939 in Südlohn, Münsterland) ist eine deutsche Landfrau, ehemalige Präsidentin des Deutschen Landfrauenverbandes und Politikerin (CDU).

## Leben
Nachdem sie die Fachhochschule besucht hatte, legte Keppelhoff die Prüfung zur Meisterin der ländlichen Hauswirtschaft erfolgreich ab. Sie war zunächst Vorsitzende des Landfrauenvereins Velen, später im Kreis Borken sowie Präsidentin des Westfälisch-Lippischen Landfrauenvereins. Von 1987 bis 1998 war sie Präsidentin des Deutschen Landfrauenverbandes. Ferner war sie Vorsitzende des ländlichen Bildungswerkes, der Arbeitsgemeinschaft Weiterbildung Westfalen-Lippe sowie der Bundesarbeitsgemeinschaft Urlaub auf dem Bauernhof.
Politisch ist Keppelhoff bei der CDU engagiert, bei der sie dem Borkener Kreisvorstand und dem Landesvorstand angehörte. Bei der COPA, einem Teil der COPA-COGECA gehörte sie von 1976 bis 1991 dem Landfrauenausschuss an, deren Vizepräsidentin sie von 1986 bis 1989 war.
1989 wurde sie in das Europäische Parlament gewählt, dem sie bis 2004 angehörte.

## Ehrungen
- Bundesverdienstkreuz am Bande (22. Oktober 1996)[1]
- Goldene Biene des Deutschen Landfrauenverbandes
- Goldene Kammerplakette der Landwirtschaftskammer